# NGC 5703
NGC 5703 est une galaxie spirale barrée située dans la constellation du Bouvier. Sa vitesse par rapport au fond diffus cosmologique est de 3 903 ± 13 km/s, ce qui correspond à une distance de Hubble de 57,6 ± 4,0 Mpc (∼188 millions d'al). NGC 5703 a été découverte par l'astronome germano-britannique William Herschel en 1784. Cette galaxie a aussi été observée par l'astronome français Édouard Stephan le 12 mai 1883 et elle a été inscrite au New General Catalogue sous la désignation NGC 5709.
La classe de luminosité de NGC 5703 est I et elle présente une large raie HI.
À ce jour, cinq mesures non basées sur le décalage vers le rouge (redshift) donnent une distance de 56,440 ± 10,583 Mpc (∼184 millions d'al), ce qui est à l'intérieur valeurs de la distance de Hubble.

## Groupe de NGC 5653
Selon A. M. Garcia, NGC 5703 (NGC 5709 dans l'article de Garcia) fait partie du groupe de NGC 5653. Ce groupe de galaxies compte au moins 15 membres. Les autres galaxies du groupe sont NGC 5629, NGC 5635, NGC 5639, NGC 5641, NGC 5642, NGC 5653, NGC 5657, NGC 5659, NGC 5672, NGC 5735, IC 4397, UGC 9253, UGC 9268 et UGC 9302.